# Liste der Wappen im Landkreis Kulmbach
Die Liste der Wappen im Landkreis Kulmbach zeigt die Wappen der Gemeinden im bayerischen Landkreis Kulmbach.

## Landkreis Kulmbach

Landkreis Kulmbach Durch eine gesenkte, eingeschweifte, von Schwarz und Silber gevierte Spitze gespalten von Gold und Blau; vorne ein links gewendeter, mit einer silbernen Schräglinksleiste überdeckter, rot bewehrter, schwarzer Löwe, hinten ein rot bewehrter, silberner Adler.
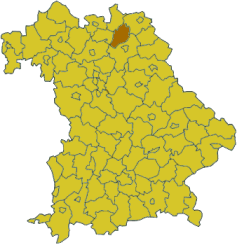
Lage des Landkreises Kulmbach in Bayern
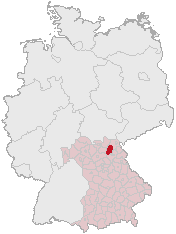
Lage des Landkreises Kulmbach in Deutschland

## Wappen der Städte, Märkte und Gemeinden

Markt Grafengehaig In Rot eine silberne Wehrmauer mit spitzbedachtem silbernen Torturm, der rechts von einem goldenen Weberschiffchen mit silberner Spule und links von einer goldenen Ähre beseitet ist.
Gemeinde Guttenberg Über silbernem Schildfuß, darin ein durchgehendes rotes Tatzenkreuz, in Blau eine goldene heraldische Rose mit silbernen Kelchblättern.
Gemeinde Harsdorf In Blau eine eingeschweifte silberne Spitze, darin ein wachsender roter Turm mit zwei Ecktürmen, die Dächer mit goldenen Kugeln besteckt; vorne ein senkrechter silberner Bischofsstab mit abhängendem Velum, hinten eine senkrechte silberne Malzschaufel.
Gemeinde Himmelkron Geviert; 1: in Gold ein rot gekrönter und rot bewehrter schwarzer Löwe; 2: in Blau ein rot gekrönter und rot bewehrter silberner Adler; 3: in Rot eine silberne Zinnenmauer; 4: geviert von Silber und Schwarz.
Markt Kasendorf Gespalten; vorne geviert von Silber und Schwarz; hinten in Blau eine am Spalt hochkletternde, herschauende silberne Katze.
Gemeinde Ködnitz Über einem schwarzen Schildfuß, darin ein silberner Wellenbalken, in Rot eine durchgehende eingeschweifte silberne Spitze, darin die rote Krümme eines Abtstabes, beseitet von je einer silbernen heraldischen Rose mit goldenen Butzen.
Große Kreisstadt Kulmbach Gespalten; vorne geviert von Silber und Schwarz; hinten in Blau oben ein herschauender, rot bewehrter silberner Löwe, unten ein rot bewehrter silberner Adler.
Stadt Kupferberg Gespalten von Gold und Rot; vorne ein linksgewendeter, mit einer silbernen Schräglinksleiste überdeckter, rot bewehrter schwarzer Löwe; hinten schräg gekreuzt ein silberner Stößel und ein silberner Kupferhammer mit goldenen Stielen.
Markt Ludwigschorgast In Blau auf einem mit einem silbernen Wellenbalken belegten grünen Boden stehend ein rot bedachter silberner Rundturm mit umlaufender, rot gedeckter silberner Ringmauer, die ein grünes Feld einschließt.
Markt Mainleus Gespalten von Grün und Silber; vorne ein silberner Floßanker, hinten ein senkrecht stehendes halbes schwarzes Spinnrad.
Markt Marktleugast In Blau eine viertürmige goldene Kirche mit Dachreiter und roten Dächern, stehend auf einem goldenen Schildchen, darin ein mit einer silbernen Schrägleiste überdeckter, rot bewehrter schwarzer Löwe.
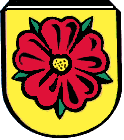
Markt Marktschorgast In Silber eine rote heraldische Rose mit goldenem Butzen und grünen Kelchblättern.
Gemeinde Neudrossenfeld Über gekürzter, eingeschweifter roter Spitze, darin eine silberne Zinnenmauer mit drei Zinnen, gespalten; vorne in Blau ein linksgewendeter goldener Löwe, hinten geviert von Silber und Schwarz.
Gemeinde Neuenmarkt Über blauem Schildfuß, darin ein goldenes Flügelrad, in mit roten Herzen bestreutem goldenen Feld ein rot gekrönter, rot bewehrter und rot gezungter schwarzer Löwenrumpf.
Markt Presseck Geviert; 1: in Gold ein mit einer silbernen Schrägleiste überdeckter, rot bewehrter schwarzer Löwe; 2: in Silber die blau gekleidete Justitia mit rotem Mieder, in der Rechten ein Schwert, in der Linken eine goldene Waage; 3: in Silber ein roter Balken, begleitet oben und unten von je einem schreitenden blauen Löwen; 4: in Gold drei mit roten Kugeln besteckte schwarze Spitzen.
Gemeinde Rugendorf In Blau ein steigendes silbernes Einhorn, rechts unten eine goldene heraldische Rose mit silbernen Kelchblättern.
Stadt Stadtsteinach In Gold ein mit einer silbernen Schrägleiste überdeckter, rot bewehrter schwarzer Löwe.
Markt Thurnau In Rot ein über Eck gestellter silberner Zinnenturm, der mit einem von Silber und Rot gevierten Schild belegt ist; 1 und 4: nebeneinander zwei aufrechte rote Schafscheren, 2 und 3: ein silberner Schwan.
Gemeinde Trebgast Geteilt; oben in Silber ein golden bewehrter und gezungter halber roter Adler mit goldenen Kleestängeln auf den Flügeln, unten in Rot eine durchgehende silberne Quadermauer mit offenem Tor, darin schräg gekreuzt ein goldener Krönel und ein goldener Klöpfel.
Gemeinde Untersteinach Gespalten von Silber und Rot; vorne ein nach links gewendeter roter Greif, hinten ein silberner widersehender nackter Mann, der mit beiden Händen eine silberne Lanze schräg vor sich hält.
Markt Wirsberg Geviert von Silber und Schwarz; 1 und 4: eine rote heraldische Rose, 2 und 3: der silberne Großbuchstabe W.
Markt Wonsees Geviert; 1 und 4: wieder geviert von Schwarz und Silber; 2 und 3: in Silber der blaue Großbuchstabe W.

## Ehemalige Gemeinden mit eigenem Wappen

Gemeinde Wartenfels In Rot zwischen zwei zugewendeten, golden gekrönten und rot bewehrten goldenen Löwen ein silberner Felsenberg, auf dem ein silberner Baum steht; beiderseits davon je ein achtstrahliger goldener Stern.

- Gemeinde
Wartenfels
In Rot zwischen zwei zugewendeten, golden gekrönten und rot bewehrten goldenen Löwen ein silberner Felsenberg, auf dem ein silberner Baum steht; beiderseits davon je ein achtstrahliger goldener Stern.